# Interlands Malagassisch voetbalelftal 1960-1969
Deze pagina toont een chronologisch en gedetailleerd overzicht van de interlands die het Malagassisch voetbalelftal speelde in de periode 1960 – 1969.

## Interlands

### 1961
|                                                               |                                              |               |                 |                      |
| 25 december Jeux de l'Amitié Toernooi № ?? «onderlinge duels» | Madagaskar                                   | 5 – 1 (1 – 0) | Mauritanië      | Niet bekend, Abidjan |
| 25 december Jeux de l'Amitié Toernooi № ?? «onderlinge duels» | Mélan 25' 47' René 58' Alexis 70' Désiré 47' |               | 65' Papa Camara | Niet bekend, Abidjan |

|                                                               |             |               |            |                          |
| 27 december Jeux de l'Amitié Toernooi № ?? «onderlinge duels» | Benin       | 3 – 1 (0 – 0) | Madagaskar | Stade Champroux, Abidjan |
| 27 december Jeux de l'Amitié Toernooi № ?? «onderlinge duels» | 68' 88' 89' |               | 47' Alexis | Stade Champroux, Abidjan |

### 1962
|                                                                  |            |       |                   |                     |
| 24 december Coupe des Tropiques Toernooi № ?? «onderlinge duels» | Madagaskar | 1 – 6 | Congo-Brazzaville | Niet bekend, Bangui |
| 24 december Coupe des Tropiques Toernooi № ?? «onderlinge duels» |            |       |                   | Niet bekend, Bangui |

|                                                                  |            |       |                               |                     |
| 27 december Coupe des Tropiques Toernooi № ?? «onderlinge duels» | Madagaskar | 1 – 4 | Centraal-Afrikaanse Republiek | Niet bekend, Bangui |
| 27 december Coupe des Tropiques Toernooi № ?? «onderlinge duels» |            |       |                               | Niet bekend, Bangui |

### 1963
|                                                            |            |       |       |                    |
| 12 april Jeux de l'Amitié Toernooi № ?? «onderlinge duels» | Madagaskar | 1 – 0 | Benin | Niet bekend, Dakar |
| 12 april Jeux de l'Amitié Toernooi № ?? «onderlinge duels» |            |       |       | Niet bekend, Dakar |

|                                                            |            |       |        |                    |
| 14 april Jeux de l'Amitié Toernooi № ?? «onderlinge duels» | Madagaskar | 2 – 1 | Tsjaad | Niet bekend, Dakar |
| 14 april Jeux de l'Amitié Toernooi № ?? «onderlinge duels» |            |       |        | Niet bekend, Dakar |

|                                                            |            |       |         |                    |
| 16 april Jeux de l'Amitié Toernooi № ?? «onderlinge duels» | Madagaskar | 3 – 1 | Liberia | Niet bekend, Dakar |
| 16 april Jeux de l'Amitié Toernooi № ?? «onderlinge duels» |            |       |         | Niet bekend, Dakar |

|                                                            |                       |                       |                |                                         |
| 18 april Jeux de l'Amitié Toernooi № ?? «onderlinge duels» | Tunesië               | 2 – 1 (na verlenging) | Madagaskar     | Niet bekend, Dakar Toeschouwers: 10.000 |
| 18 april Jeux de l'Amitié Toernooi № ?? «onderlinge duels» | Merrichko ?' Sassi ?' |                       | 76' Ramanavivo | Niet bekend, Dakar Toeschouwers: 10.000 |

|                                                          |            |       |         |  |
| 15 september Triangular Toernooi № ?? «onderlinge duels» | Madagaskar | 6 – 1 | Réunion |  |
| 15 september Triangular Toernooi № ?? «onderlinge duels» |            |       |         |  |

|                                                          |            |       |           |  |
| 18 september Triangular Toernooi № ?? «onderlinge duels» | Madagaskar | 1 – 1 | Mauritius |  |
| 18 september Triangular Toernooi № ?? «onderlinge duels» |            |       |           |  |

### 1965
|                                                                      |          |       |            |  |
| 13 maart Kwalificatie Afrikaanse Spelen 1965 № ?? «onderlinge duels» | Tanzania | 1 – 5 | Madagaskar |  |
| 13 maart Kwalificatie Afrikaanse Spelen 1965 № ?? «onderlinge duels» |          |       |            |  |

|                                                                      |          |       |            |  |
| 15 maart Kwalificatie Afrikaanse Spelen 1965 № ?? «onderlinge duels» | Tanzania | 2 – 1 | Madagaskar |  |
| 15 maart Kwalificatie Afrikaanse Spelen 1965 № ?? «onderlinge duels» |          |       |            |  |

|                                                   |            |       |         |                                               |
| 19 juli Afrikaanse Spelen № ?? «onderlinge duels» | Madagaskar | 0 – 7 | Liberia | Niet bekend, Brazzaville Toeschouwers: 14.000 |
| 19 juli Afrikaanse Spelen № ?? «onderlinge duels» |            |       |         | Niet bekend, Brazzaville Toeschouwers: 14.000 |

|                                                   |           |       |            |                                               |
| 20 juli Afrikaanse Spelen № ?? «onderlinge duels» | Ivoorkust | 5 – 0 | Madagaskar | Niet bekend, Brazzaville Toeschouwers: 10.000 |
| 20 juli Afrikaanse Spelen № ?? «onderlinge duels» |           |       |            | Niet bekend, Brazzaville Toeschouwers: 10.000 |

|                                                   |          |       |            |                                               |
| 21 juli Afrikaanse Spelen № ?? «onderlinge duels» | Algerije | 1 – 0 | Madagaskar | Niet bekend, Brazzaville Toeschouwers: 12.000 |
| 21 juli Afrikaanse Spelen № ?? «onderlinge duels» |          |       |            | Niet bekend, Brazzaville Toeschouwers: 12.000 |

|                                                   |         |       |            |                                               |
| 23 juli Afrikaanse Spelen № ?? «onderlinge duels» | Oeganda | 5 – 0 | Madagaskar | Niet bekend, Brazzaville Toeschouwers: 10.000 |
| 23 juli Afrikaanse Spelen № ?? «onderlinge duels» |         |       |            | Niet bekend, Brazzaville Toeschouwers: 10.000 |

|                                                   |      |       |            |                                               |
| 25 juli Afrikaanse Spelen № ?? «onderlinge duels» | Togo | 1 – 0 | Madagaskar | Niet bekend, Brazzaville Toeschouwers: 10.000 |
| 25 juli Afrikaanse Spelen № ?? «onderlinge duels» |      |       |            | Niet bekend, Brazzaville Toeschouwers: 10.000 |

### 1966
|                                                  |            |       |        |  |
| 5 juli Vriendschappelijk № ?? «onderlinge duels» | Madagaskar | 0 – 3 | Zambia |  |
| 5 juli Vriendschappelijk № ?? «onderlinge duels» |            |       |        |  |

|                                                  |        |       |            |  |
| 9 juli Vriendschappelijk № ?? «onderlinge duels» | Malawi | 6 – 1 | Madagaskar |  |
| 9 juli Vriendschappelijk № ?? «onderlinge duels» |        |       |            |  |

### 1967
|                                                       |            |       |        |  |
| Niet bekend Vriendschappelijk № ?? «onderlinge duels» | Madagaskar | 0 – 2 | Zambia |  |
| Niet bekend Vriendschappelijk № ?? «onderlinge duels» |            |       |        |  |

|                                                      |            |       |          |  |
| 9 april Kwalificatie OS 1968 № ?? «onderlinge duels» | Madagaskar | 4 – 2 | Tanzania |  |
| 9 april Kwalificatie OS 1968 № ?? «onderlinge duels» |            |       |          |  |

|                                                       |          |       |            |  |
| 16 april Kwalificatie OS 1968 № ?? «onderlinge duels» | Tanzania | 0 – 2 | Madagaskar |  |
| 16 april Kwalificatie OS 1968 № ?? «onderlinge duels» |          |       |            |  |

|                                                          |            |       |          |  |
| 10 december Kwalificatie OS 1968 № ?? «onderlinge duels» | Madagaskar | 1 – 0 | Ethiopië |  |
| 10 december Kwalificatie OS 1968 № ?? «onderlinge duels» |            |       |          |  |

|                                                          |          |       |            |  |
| 17 december Kwalificatie OS 1968 № ?? «onderlinge duels» | Ethiopië | 8 – 3 | Madagaskar |  |
| 17 december Kwalificatie OS 1968 № ?? «onderlinge duels» |          |       |            |  |

### 1969
|                                                  |            |       |        |  |
| 1 juli Vriendschappelijk № ?? «onderlinge duels» | Madagaskar | 3 – 0 | Malawi |  |
| 1 juli Vriendschappelijk № ?? «onderlinge duels» |            |       |        |  |

FMF · A-internationals · Malagassisch vrouwenelftal
1960 – 1969 ·
1970 – 1979 ·
1980 – 1989 ·
1990 – 1999 ·
2000 – 2009 ·
2010 – 2019 ·
2020 − 2029
1963 ·
1964 ·
1965 ·
1966 · 
1967 ·
1968 ·
1969 · 
1970 · 
1971 · 
1972 ·
1973 · 
1974 ·
1975 ·
1976 ·
1977 ·
1978 · 
1979 ·
1980 · 
1981 · 
1982 ·
1983 · 
1984 ·
1985 · 
1986 ·
1987 ·
1988 ·
1989 ·
1990 ·
1991 ·
1992 ·
1993 ·
1994 · 
1995 ·
1996 ·
1997 ·
1998 ·
1999 · 
2000 · 
2001 · 
2002 · 
2003 · 
2004 · 
2005 · 
2006 · 
2007 · 
2008 · 
2009 · 
2010 · 
2011 · 
2012 · 
2013 ·
2014 ·
2015 ·
2016 ·
2017 ·
2018 ·
2019 ·
2020 ·
2021 ·
2022 ·
2023 ·
2024
Algerije ·
Angola ·
Benin ·
Botswana ·
Burkina Faso ·
Burundi ·
Centraal-Afrikaanse Republiek ·
Comoren ·
Congo-Brazzaville ·
Congo-Kinshasa ·
Egypte ·
Equatoriaal-Guinea ·
Ethiopië ·
Gabon ·
Gambia ·
Ghana ·
Guinee ·
Iran ·
Ivoorkust ·
Kaapverdië ·
Kameroen ·
Kenia ·
Kosovo ·
Lesotho ·
Liberia ·
Luxemburg ·
Malawi · 
Mali · 
Mauritanië ·
Mauritius · 
Mozambique · 
Namibië · 
Niger ·
Nigeria · 
Oeganda · 
Rwanda ·
Sao Tomé en Principe ·
Senegal ·
Seychellen · 
Soedan ·
Swaziland · 
Tanzania · 
Togo · 
Tsjaad ·
Tunesië · 
Zambia · 
Zimbabwe · 
Zuid-Afrika
UEFA: Albanië · België · Bulgarije · Cyprus · Denemarken · West-Duitsland · Duitse Democratische Republiek · Engeland · Finland · Frankrijk · Griekenland · Hongarije · Ierland · IJsland · Italië · Joegoslavië · Luxemburg · Malta · Nederland · Noord-Ierland · Noorwegen · Oostenrijk · Polen · Portugal · Roemenië · Schotland · Sovjet-Unie · Spanje · Tsjecho-Slowakije · Turkije · Wales · Zweden · Zwitserland

CAF: Madagaskar AFC: Israël